# 岡の補題
数学における岡の補題（おかのほだい、英: Oka's lemma）とは、岡潔によって証明されたある補題のことを言う。その補題では、Cn 内のある正則領域において、函数 –log d(z) は多重劣調和であると述べられている。ここで d は境界からの距離を表す。この性質により、そのような領域は擬凸であることが示される。